# Disney's GameBreak: The Lion King II: Simba's Pride
Disney's GameBreak: The Lion King II: Simba's Pride es un videojuego para PC que fue desarrollado y publicado por Disney Interactive Studios en el año 1998. Está conformado por cuatro minijuegos individuales estilo Arcade, protagonizados por los personajes de la película 
"El rey león II: El reino de Simba" que se estrenó el mismo año.

## Argumento
Kiara y Kovu, los dos cachorros de león salen a recorrer Pride Lands para buscar un lugar en donde jugar y divertirse. Pero pronto descubren que son perseguidos por sus niñeras, Timón y Pumba, quienes tienen órdenes de vigilarlos todo el tiempo y evitar que se metan en problemas.
Los leoncitos aprovechan que sus niñeras se distraen cuando encuentran un banquete de bichos y se quedan comiendo y se dirigen pronto a un lugar secreto ubicado detrás de las cataratas que solo ellos conocen. En este lugar se encuentran sus juegos Arcade favoritos e invitan al jugador a acompañarlos en el juego.

## Mecánica
En el menú principal, el jugador puede escoger a una de cuatro máquinas Arcade para comenzar a jugar. Aunque cada juego es diferente, todos utilizan las mismas reglas básicas. 
Antes de iniciar la partida, aparece una pantalla de ajustes en donde el protagonista, el número de jugadores, la dificultad y el nivel de inicio. Los personajes seleccionables son Kovu o Kiara, la diferencia entre ambos es que presentan un repertorio de diálogos distinto y la configuración del teclado cambia para cada personaje. Esto se debe a que el juego fue diseñado para dos jugadores y los controles se han configurado de manera que ambos puedan repartirse con un solo teclado, aunque también es posible usar joystick o mouse en algunos juegos.
Cada juego se compone de cincuenta niveles. Los niveles ya superados luego pueden escogerse como nivel de inicio al comenzar una nueva partida. Al terminar todos los niveles el jugador recibe una medalla de felicitaciones. También se incluye la posibilidad de registrar las mejores puntuaciones para jugar tratando de superar la mejor marca.

## Minijuegos
- Cub Chase: Juego de laberinto en donde el jugador maneja a Kiara o Kovu y tiene que recorrer un laberinto evitando a las niñeras Timón, Pumba y Zazú que le persiguen. Cuando el jugador pasa por el piso de roca deja una huella, el objetivo es hacer que todo el piso quede marcado con las huellas para revelar la salida y avanzar a la siguiente fase. Existen ítems especiales que ayudan al jugador como la máscara de hiena que asusta a las niñeras y el baño de lodo que hace invisible temporalmente al jugador.
- Paddle Bash: Este un original híbrido entre Pong y Arkanoid. Kiara y Kovu compiten en un partido de hockey de aire especial en donde hay numerosos bloques en el medio del campo de juego que se rompen al golpearlos con el disco. El jugador controla a la paleta que está de su lado y debe golpear el disco para romper los bloques y evitar que le anoten un gol. Cada jugador tiene su propio disco de un color distintivo de manera que solo recibirá puntos de los bloques rotos y los goles que haga su disco pero no recibirá nada por lo que haga el disco contrario. Arriba de la pantalla además aparece un recuadro que muestra a Timón y Pumba compitiendo por llegar primero a un bicho, el jugador tiene que golpear los bloques de madera para que se forme un puente y lograr que su niñera llegue antes y reciba un bonus. Cuando el puente se completa, el nivel termina y el ganador se decide por quién de los dos jugadores hizo más puntos.
- Swampberry Sling: La continuación de Slingshooter, es un juego de galería de tiro en donde el jugador controla una mirilla con el mouse y debe disparar bayas a todos los blancos y animales que aparecen. Aunque también hay blancos malos que al ser golpeados restan puntos, estos son las niñeras y los carteles con el símbolo de prohibido. El objetivo es llegar al final del nivel sin que se acaben las bayas ya que estas se reducen al disparar y además hay enemigos que se comen el stock rápidamente. Existen blancos que aumentan el número de bayas u otorgan disparos especiales.
- Conga Longa: El protagonista Kovu o Kiara aparece en un área vista desde arriba en donde hay una gran cantidad de animales bailando. El objetivo es avanzar y tocar a todos los animales posibles de modo de formar una fila de conga que sigue al jugador.  Si el jugador choca con un obstáculo o con su propia fila, causará que los animales se separen. En cada nivel hay una cantidad determinada de animales que el jugador debe conseguir en su fila antes de que termine el tiempo para pasar de nivel.